# Kessakusen! Ganbare Goemon 1+2: Yuki-hime to Magginesu
Kessakusen! Ganbare Goemon 1 & 2 ( 傑作選!がんばれゴエモン1・2 ?    lit. ¡Mejor Selección! Ganbare Goemon 1 & 2), es un videojuego recopilatorio publicado por Konami el 21 de abril de 2005 para Game Boy Advance, solamente en Japón.
El título contiene las conversiones para la videoconsola portátil de dos títulos de la serie Ganbare Goemon originalmente aparecidos para Super Famicom: The Legend of the Mystical Ninja y Ganbare Goemon 2: Kiteretsu Shōgun Magginesu.
- Datos: Q6395129